# Thorgy Thor
Thorgy Thor es el nombre artístico de Shane Thor Galligan, una drag queen estadounidense y música que recibió atención internacional en la octava temporada de RuPaul's Drag Race y en la tercera temporada de All Stars.

## Primeros años
Galligan estudió música en la University of Hartford Hartt School en Connecticut antes de graduarse de la State University of New York, Purchase con un Bachelor of Music en interpretación de viola y violín en 2006. También saber tocar el violonchelo.

## Carrera

### Drag
Thorgy Thor se mudó a Brooklyn en 2006 y se considera a sí misma como la reina de Brooklyn. Ha dicho que el estilo drag de Brooklyn ha contribuido en su estética.
La primera actuación de Galligan como drag fue como Frank N. Furter de The Rocky Horror Show. También fue Marvel Ann en la versión teatral de Psycho Beach Party. Su nombre drag original era Shananigans; como Thorgy Thor ganó el premio LEGEND en los Brooklyn Nightlife Awards 2014.
Después de haber hecho una audición para Drag Race desde la primera temporada, se anunció que Galligan, como Thorgy Thor, competiría en la octava temporada de RuPaul's Drag Race el 1 de febrero de 2016. Ocupó el sexto lugar de doce en general, tras perder contra Chi Chi DeVayne en el séptimo episodio. Thorgy regresó para la tercera temporada de RuPaul's Drag Race: All Stars, revelada el 20 de octubre de 2017. Thorgy fue eliminada en el noveno lugar por la reina de las temporadas 2 y 3 Shangela. La respuesta de Thorgy tras ser eliminada, "Oh Jesus, gross", se convirtió en un videoclip de tres segundos y en un meme viral. Durante el final del programa, Thorgy Thor fue la única reina que votó por Shangela, a pesar de una relación prevamiente complicada.
Thorgy Thor apareció junto con BeBe Zahara Benet, Jujubee y Alexis Michelle en el especial de TLC Drag Me Down the Aisle, que se emitió el 9 de marzo de 2019. El especial se amplió a una serie completa llamada Dragnificent! que se estrenó el 19 de abril de 2020.

### Música
Thorgy Thor contribuyó en los álbumes Christmas Queens 2 y Christmas Queens 3 (2017). No estaba en drag cuando apareció en el vídeo musical "I Call Shade" de Trinity The Tuck en febrero de 2019.
Ha actuado con instrumentos de cuerda en el Le Poisson Rouge, el Lincoln Center y el Carnegie Hall. En 2018, Thorgy Thor y el conductor Daniel Bartholomew-Poyser crearon el espectáculo sinfónico "Thorgy and the Thorchestra", que fue presentado por primera vez en el Symphony Nova Scotia en Halifax, Nueva Escocia, Canadá junto con Halifax Pride. El espectáculo combina actuaciones orquestales de repertorio clásico tradicional y moderno y canciones pop contemporáneas. Posteriormente, el espectáculo se realizó con otras orquestas en Canadá y Estados Unidos, incluida la Orquesta Sinfónica de Vancouver en Vancouver, Columbia Británica y la Charlotte Symphony Orchestra en Charlotte, Carolina del Norte.
La creación y el debut de Thorgy and the Thorchestra se describen como parte de Disruptor Conductor, el documental de Sharon Lewis de 2019 sobre Bartholomew-Poyser.

## Filmografía

### Cine/Televisión
| Año           | Título                                     | Papel      | Notas                                        |
| ------------- | ------------------------------------------ | ---------- | -------------------------------------------- |
| 2013          | Getting Go: The Go Doc Project             | Ella misma | Sin acreditar                                |
| 2014          | Mozart in the Jungle                       | Ella misma | Temporada 3, Episodio 9                      |
| 2016          | RuPaul's Drag Race (temporada 8)           | Ella misma | Concursante (sexto lugar)                    |
| 2016          | RuPaul's Drag Race: Untucked               | Ella misma |                                              |
| 2018          | RuPaul's Drag Race All Stars (temporada 3) | Ella misma | Concursante (décimo lugar)                   |
| 2019          | Drag Me Down the Aisle                     | Ella misma |                                              |
| 2019          | The Queens                                 | Ella misma |                                              |
| 2019–presente | Dragnificent!                              | Ella misma | También conocido como Drag Me Down the Aisle |
| 2019          | Disruptor Conductor                        | Ella misma |                                              |

### Series web
| Año     | Título                       | Papel      | Notas                                                                           |
| ------- | ---------------------------- | ---------- | ------------------------------------------------------------------------------- |
| 2016    | Bus Buddies                  | Ella misma | Invitada, junto con Bob the Drag Queen                                          |
| 2016    | RuPaul's Drag Race: Untucked | Ella misma | Temporada 8                                                                     |
| 2018    | Watcha Packin'               | Ella misma | Invitada                                                                        |
| 2020    | Love Hotline                 | Ella misma | Coanfitriona                                                                    |
| 2020-22 | The Pit Stop                 | Ella misma | Invitada, 2 episodios                                                           |
| 2021    | Out of the Closet            | Ella misma | Invitada                                                                        |
| 2021    | Purse First Impressions      | Ella misma | Invitada (temporada 2); coanfitriona (temporada 3) junto con Bob the Drag Queen |

### Vídeos musicales
| Año  | Título            | Artista                                | Ref. |
| ---- | ----------------- | -------------------------------------- | ---- |
| 2017 | "Let It Snow"     | Christmas Queens                       |      |
| 2018 | "Where My Man At" | Velo ft Manila Luzon and Eureka O'Hara |      |
| 2019 | "I Call Shade"    | Trinity The Tuck                       |      |
| 2019 | "Yellow Cloud"    | Trixie Mattel                          |      |

## Discografía

### Sencillos

#### Sencillos destacados
| Título                                                                                                | Año  | Álbum              |
| --- | ---- | ------------------ |
| "Sitting on a Secret" (RuPaul junto con Aja, Chi Chi DeVayne, Milk, Morgan McMichaels, & Thorgy Thor) | 2018 | Sencillo sin álbum |